# Amerikaanse gouverneursverkiezingen 1979
De Amerikaanse gouverneursverkiezingen 1979 werden gehouden op dinsdag 3 november 1979 in de staten Kentucky, Louisiana en Mississippi.

## Uitslag
| Staat       | Zittende gouverneur | Partij    | Status                                         | Tegenkandidaten |
| ----------- | ------------------- | --------- | ---------------------------------------------- | --- |
| Kentucky    | Julian Carroll      | Democraat | Niet herverkiesbaar, Democratische overwinning | John Y. Brown, Jr. (D) 59,41% Louie B. Nunn (R) 40,59% |
| Louisiana   | Edwin Edwards       | Democraat | Niet herverkiesbaar, Republikeinse overwinning | Dave Treen (R) 21,79% (50,35% in Runoff) Louis Lambert (D) 20,74% (49,65% in Runoff) Jimmy Fitzmorris (D) 20,56% Paul Hardy (D) 16,62% E. L. Henry (D) 9,94% Edgar G. "Sonny" Mouton, Jr. (D) 9,103% L. D. Knox (D) 0,46% |
| Mississippi | Cliff Finch         | Democraat | Niet herverkiesbaar, Democratische overwinning | William Winter (D) 61.07% Gil Carmichael (R) 38.93% |